# I.L
I.L (アイエル, Airu) est un seinen manga d'Osamu Tezuka prépublié dans le magazine Big Comic entre 10 août 1969 et 25 mars 1970. L'édition française a été publiée par Akata entre avril 2006 et octobre 2006. En France, le manga a été publié en un volume par Casterman dans la collection « Sakka » en avril 2006.

## Publication
Le manga est réédité par Kōdansha dans la collection des Œuvres complètes de Tezuka en deux volumes reliés en septembre 1982 et octobre 1982 puis au format bunko en un volume en mars 2012.

### Liste des volumes
| no | Japonais       | Japonais          | Français       | Français       |
| no | Date de sortie | ISBN              | Date de sortie | ISBN           |
| --- | -------------- | ----------------- | -------------- | -------------- |
| 1 | 9 mars 2012    | 978-4-06-373893-3 | 25 avril 2006  | 978-2203373815 |
| Liste des chapitres : - 1er récit : La femme dans le coffre - 2e récit : Les Papillons - 3e récit : Le Messager - 4e récit : Le Trésor du président Fralerno - 5e récit : Le Spectre du Brocken - 6e récit : La Rançon - 7e récit : Yoshiko « la bohème » - 8e récit : Le Manequin[réf. nécessaire] - 9e récit : Un rituel d'honneur - 10e récit : Le Secret du coquillage - 11e récit : L'Homme venu du sud - 12e récit : Raspoutine - 13e récit : Les Yeux - 14e récit : Les Hyènes |                |                   |                |                |

### Édition japonaise
Kōdansha (Bunko)
1. 1 2  (ja) « Tome 1 ».

### Édition française
Casterman
1. 1 2  (fr) « Tome 1 ».